# Il prigioniero (film 1940)
Il prigioniero (Johnny Apollo) è un film del 1940 diretto da Henry Hathaway.

## Trama
Figlio di un ricco agente di borsa condannato per appropriazione indebita, il giovane Bob Cain, quando lascia l'università, non riesce a trovare lavoro a causa della cattiva fama del padre. Si reca allora da Brennan, l'avvocato di Mickey Dwyer, un gangster che è stato condannato lo stesso giorno di suo padre e che ora è già uscito di carcere sulla parola. Bob, con quella visita, vuole scoprire se Brennan può suggerirgli qualche modo per far scarcerare anche suo padre. Mentre attende di essere ricevuto, conosce "Lucky" Dubarry, la ragazza del gangster. Brennan però spegne le sue speranze: l'unico modo per rimettere in libertà il vecchio Cain è quello di pagare una grossa somma. Bob, per trovare il denaro che gli serve, accetta di entrare a far parte della gang di Dwyer con il nome di Johnny Apollo.
A Sing Sing, Pop Cain, carcerato benvoluto da tutti, quando viene a sapere che il figlio è diventato un malavitoso, lo rinnega. Intanto una nuova amministrazione riformista cerca di stroncare il gangsterismo. Lucky, che si è innamorata di Bob, suggerisce a Brennan di barattare con le autorità la libertà di Cain con quella di Dwyer. Il gangster, però, scopre il doppio gioco del suo avvocato e lo uccide. Sia lui che Bob vengono accusati dell'omicidio e mandati insieme in carcere. Qui, Dwyer progetta subito un piano di fuga. Pop interviene per impedire al figlio di scappare. Il gangster, allora, messo al tappeto Bob e ferito il vecchio Cain, fugge. Ma, nel tentativo, rimane ucciso.
Pop, gravemente ferito, viene ricoverato e Bob, accusato di avergli sparato, rischia la sedia elettrica. Il vecchio Cain si riprende in tempo per raccontare come si siano realmente svolti i fatti, scagionando il figlio. I due si riconciliano e vengono liberati sulla parola. Bob e Lucky possono iniziare la loro vita finalmente insieme, dimenticando il passato.

## Produzione
Il film fu prodotto dalla Twentieth Century Fox Film Corporation. Venne girato, con il titolo di lavorazione Dance with the Devil nei 20th Century Fox Studios, al 10201 di Pico Blvd., a Century City (Los Angeles) e, per gli esterni della prigione, al Sing Sing Penitentiary, 354 Hunter Street, a Ossining, nello stato di New York.

### Canzoni
- Dancing for Nickles and Dimes, parole di Frank Loesser, musica di Lionel Newman
- This Is the Beginning of the End, parole e musica di Mack Gordon

## Distribuzione
Distribuito dalla Twentieth Century Fox Film Corporation, uscì nelle sale cinematografiche USA il 19 aprile 1940 dopo essere stato presentato in prima il 15 marzo a Ossining, nello stato di New York, sede del penitenziario di Sing Sing dove si svolge parte della vicenda narrata dal film.